# Uprawnienie kształtujące
Uprawnienie kształtujące – polegają na tym, że podmiotowi uprawnionemu przysługuje kompetencja do zmiany lub zakończenia istniejącego stosunku prawnego przez jednostronną czynność prawną (np. uprawnienie do wypowiedzenia najmu, do odstąpienia od umowy, do wyboru świadczenia przemiennego).
Realizacja prawa kształtującego nie wymaga tu udziału drugiej strony. Druga strona niczego tu nie świadczy.